# Кения на летних Олимпийских играх 1972
Кения принимала участие в Летних Олимпийских играх 1972 года в Мюнхене (ФРГ) в пятый раз за свою историю, и завоевала две золотых, три серебряные и четыре бронзовые медали.

## Золото
- Лёгкая атлетика, мужчины, 3000 метров с препятствиями — Кипчоге Кейно.
- Лёгкая атлетика, мужчины, 4х400 метров — Чарльз Асати, Муньоро Ньямау, Роберт Оуко, Джулиус Санг.

## Серебро
- Лёгкая атлетика, мужчины, 3000 метров с препятствиями — Бен Джипчо.
- Лёгкая атлетика, мужчины, 1500 метров — Кипчоге Кейно.
- Бокс, мужчины — Филип Варуинге.

## Бронза
- Лёгкая атлетика, мужчины, 400 метров — Джулиус Санг.
- Лёгкая атлетика, мужчины, 800 метров — Майк Бойт.
- Бокс, мужчины — Самуэль Мбугуа.
- Бокс, мужчины — Ричард Мурунга.